# 簡易インジェクション
簡易インジェクションとは簡易金型を使用した射出成形の一種である。
簡易金型を使用した射出成形（インジェクション）を、便宜上、簡易インジェクションと呼ぶ。
従来の射出成形での生産では数量が期待できなかったような少量生産の分野で用いられる。従来、試作品等、少量生産の分野ではレジンキャストや削り出しなどの生産方法があったものの、いずれも生産性、細密度において射出成形品と比較して難点があった。射出成形の金型は数百万円からと非常に高価なため、確実に採算のとれる用途でしか適用が困難であったが、近年では3DCAD、CAMの普及により、従来は職人によって生産されていた金型が数値制御工作機械によって生産できるようになり、軽合金製の金型が以前よりも廉価に素早く製造できるようになった。
簡易金型を使用する事で従来使用されていた樹脂を流用することが可能で、試作品の生産においては製品と遜色ないものができる。また、1000個以下といった小量生産においても従来の射出成形品と同水準の製品ができる。金型の製造は前述のように数値制御工作機械によって削製する場合と、光造形法等のラピッドプロトタイピングによって原型を製造して電鋳で簡易金型を製造したり、3Dプリンタで耐熱性の樹脂を積層して簡易金型を製造する場合があるが、それぞれの方法に一長一短がある。
また、ホットメルト注入機で熱可塑性樹脂を耐熱シリコン等の型に注入する方法も一部の愛好家の間で試みられている。